# Hidroxilapatit
A hidroxilapatit (vagy hidroxiapatit, HA) az apatit-csoport tagja, gyakori ásvány, képlete Ca5(PO4)3(OH). Az apatit görög eredetű, jelentése „becsapni”, mert könnyű összetéveszteni más típusokkal. Átlátszó, színe lehet fehér, fekete, barna, tengerzöld vagy viaszsárga.

## Biológiai funkció

### Emlősök (beleértve az embert is)
A hidroxiapatit jelen van a csontokban és a fogakban; a csont elsősorban HA kristályokból áll, amelyek kollagén mátrixban vannak elszórva – a csont tömegének 65-70%-a HA. Hasonlóképpen, a HA a fogak dentin és zománc tömegének 70-80%-át teszi ki. A zománcban a HA mátrixát amelogeninek és zománcok alkotják a kollagén helyett. Fontos, hogy a hidroxiapatittal bevont ortopédiai implantátumok bizonyos betegeknél jobban teljesítenek. Például a zsírmájbetegségben szenvedő betegeknél a hidroxiapatittal bevont titán kiváló tulajdonságokkal rendelkezik. Ezért a hidroxiapatit potenciálja a bioanyagok tervezésében jelentősnek tekinthető.
A hidroxiapatit lerakódása az ízületek körüli inakban a meszes íngyulladást okozza.
A hidroxiapatit a kalcium-foszfát vesekövek alkotóeleme.

### A fogzománc remineralizációja
A fogzománc remineralizációja ásványi ionok visszajuttatását jelenti a demineralizált zománcba. A hidroxiapatit a fogzománc fő ásványi összetevője. A demineralizáció során kalcium- és foszforionok vonódnak ki a hidroxiapatitból. A remineralizáció során bevitt ásványi ionok helyreállítják a hidroxiapatit kristályok szerkezetét.
Amikor a remineralizációs folyamat során fluoridionok vannak jelen, akár vízfluoridálás, akár fluoridtartalmú fogkrém használata révén, a hidroxiapatit kristályok helyett erősebb és savállóbb fluorapatit kristályok alakulnak ki.

## Fogászati alkalmazása
2019-től a hidroxiapatit, vagy szintetikusan előállított formájának, a nano-hidroxiapatitnak a használata még nem elterjedt gyakorlat. Egyes tanulmányok szerint hasznos a dentin túlérzékenységének ellensúlyozásában, a fogfehérítési eljárások utáni érzékenység megelőzésében és az üregek megelőzésében. A madártojáshéj hidroxiapatit működőképes töltőanyag lehet a szájsebészeti csontregenerációs eljárásokban.